# Abdoulaye Wade
Abdoulaye Wade (Kébémer, 29 de maio de 1926) é um advogado, economista, professor universitário e político senegalês. Foi o terceiro presidente do Senegal, de 2000 até 2012.

## Vida pregressa
Wade, oficialmente, nasceu em 1926, embora alguns afirmem que ele nasceu vários anos antes, e os registros da época não são considerados particularmente confiáveis. Ele estudou e lecionou direito no Lycée Condorcet na França. Ele possui dois doutorados em direito e economia. Atuou como advogado em Besançon durante vários anos, antes de retornar ao Senegal para abrir seu escritório de advocacia e tornar-se professor nas faculdades de direito e economia da Universidade Cheikh Anta Diop, além de reitor da faculdade de direito.
Wade casou-se com Viviane Vert em 1963 e teve dois filhos (Karim e Sindjely).

## Política
Em uma cúpula da Organização da Unidade Africana em Mogadíscio em 1974, Wade disse ao presidente Léopold Sédar Senghor que queria começar um novo partido, e Senghor concordou com isso. O Partido Democrático Senegalês (PDS) foi fundado em 31 de julho de 1974.
O PDS adotou o liberalismo em 1976. Wade se candidatou a presidente pela primeira vez em fevereiro de 1978, contra o primeiro presidente do Senegal, Léopold Sédar Senghor, obtendo 17,38% dos votos, insuficientes para se eleger. Posteriormente, se candidatou a presidente nas eleições de 1983, 1988, e 1993 contra o sucessor de Senghor, Abdou Diouf, ficando sempre em segundo lugar.
Liderou a oposição por décadas, inclusive duas vezes como deputado da Assembleia Nacional e duas vezes ministro de Estado, e em algumas ocasiões, esteve exilado e prisioneiro, por suas atividades políticas.
Em fevereiro de 2000, ficou novamente em segundo lugar com 31% dos votos, porém Diouf não obteve maioria, e foi realizado um segundo turno, em 19 de março. Abdoulaye Wade ganhou com 58,49% dos votos, e assumiu como presidente a 1 de abril de 2000.
Foi reeleito nas eleições presidenciais de 25 de fevereiro de 2007 com 55,86% dos votos no primeiro turno.
Em 2012, Wade decide disputar um terceiro mandato a despeito da Constituição do Senegal prever apenas dois mandatos para o Presidente, decisão que acarretou diversos protestos populares. Na eleição presidencial daquele ano ele foi para o segundo turno com Macky Sall, um ex-aliado que se tornou opositor, e foi derrotado por uma ampla margem. Wade reconheceu a derrota e parabenizou o presidente eleito.
Wade continuou a dirigir o PDS, apesar de sua idade avançada.

## Distinções
Abdoulaye Wade recebeu diversas honrarias, como:
- a Grande-Oficial da Ordem da Legião de Honra[3]
- doutorado honoris causa pela Universidade de Auvergne (2002)[16]
- a Medalha de Ouro Henry Sylvester William (2003)[16]
- o Colar da Ordem de Zayed (Emirados Árabes Unidos, 2004)[17]
- Prêmio pela Paz Félix Houphouët-Boigny (2005)[16]
- doutor honoris causa pela Universidade de Lyon (2005)[16]
- doutorado honoris causa da Academia Real da Universidade de Rabat (Marrocos, 2006)[16]
- doutor honoris causa da Faculdade de Direito de Montpellier (2009)[16]
- a Grã-Cruz com Colar da Ordem da Rosa Branca (Finlândia, 2009)[18]
- a Grã-Cruz da Ordem de São Carlos (Mônaco, 2009)[19]
- doutor honoris causa da Universidade de Franche-Comté (2010).[20]

## Publicações
- Appel à la nation, Parti démocratique sénégalais, Dakar, 1985?, 16 p.
- La doctrine économique du mouridisme, L'Interafricaine d'éditions, Dakar, 1970, 35 p. (d’abord publié dans les Annales de la Faculté de Droit et de Sciences Économiques de l'Université de Dakar en 1968).
- Économie de l'Ouest africain (zone franc): unité et croissance, Présence africaine, Paris, 1964, 371 p. (thèse publiée).
- Quel avenir pour le Sénégal ?: la réponse du PDS, Parti démocratique sénégalais, Dakar, 1987, 29 p. (discours d'ouverture à la Convention nationale du PDS, Dakar, 15-17 janvier 1987).
- Un destin pour l'Afrique, Karthala, Paris, 1989, 190 p. ISBN 978-2-86537-231-7 (avec l'Hymne de l'Afrique, chant et paroles de Abdoulaye Wade, p. 185-188).
- Les Mathématiques de l'analyse économique moderne, Economica, 2007, 849 p. ISBN 978-2-7178-5095-6
- Une vie pour l'Afrique: Entretiens avec Jean-Marc Kalflèche et Gilles Delafon, Neuilly-sur-Seine, Michel Lafon, 2008, 333 p. ISBN 978-2-7499-0503-7